# Mystus gulio
Mystus gulio és una espècie de peix de la família dels bàgrids i de l'ordre dels siluriformes que es troba des del Pakistan fins a Indonèsia i el Vietnam.
Els mascles poden assolir els 46 cm de longitud total.